# Déclaration des droits de l'État de Virginie
Virginia Declaration of Rights
Lire en ligne

Wikisource : Texte en anglais

Déclaration des droits (1689) Déclaration d'indépendance (1776)
La Déclaration des droits de l'État de Virginie est l'une des premières déclarations des droits de l'homme, du droit inaliénable de la résistance à l'oppression, et de la séparation des pouvoirs rédigée par George Mason, accompagné (comme inspirateur) de Thomas Jefferson. Elle fut adoptée par la Convention de Virginie le 12 juin 1776 et incluse dans la Constitution de Virginie.